# Ударнік (Новосибірська область)
Ударнік (рос. Ударник) — присілок у Сєверному районі Новосибірської області Російської Федерації.
Входить до складу муніципального утворення Гражданцевська сільрада. Населення становить 209 осіб (2010).

## Історія
Згідно із законом від 2 червня 2004 року органом місцевого самоврядування є Гражданцевська сільрада.

## Населення
| 2002 | 2007 | 2010 |
| ---- | ---- | ---- |
| 247  | ↘243 | ↘209 |